# Гарард Конли
Гарард Конли (на английски: Garrard Conley) е американски ЛГБТ активист и писател, автор на мемоарната книга „Заличено момче“.

## Биография и творчество
Гарард Клейтън Конли е роден на 15 април 1985 г. в Мемфис, Тенеси, САЩ. Баща му е южнобаптистки проповедник и бивш продавач на автомобили. Прекарва детството си в Милиган Ридж и Чероки Вилидж, Арканзас. Семейството му се премества в Маунтин Хоум, Арканзас, докато той следва в Лайън Колидж в Бейтсвил, Арканзас. Получава бакалавърска степен по английска филология през 2007 г. След дипломирането си служи в Корпуса на мира в Украйна. Завършва магистърската програма на Бруклин Колидж като стипендиант на програмата „Труман Капоти“. Получава магистърска степен по английска филология от университета „Оубърн“. После през 2016 г. преподава английска литература в Американския колеж в София.
През 2016 г. е издадена мемоарната му книга „Заличено момче“. В нея разказва за детството си като част от ултраконсервативно християнско семейство в Арканзас, което, след инцидент в колежа, го записва през 2004 г. на репаративна терапия (противоречивата псевдонаучна практика, чрез която се опитва да се промени нечия сексуална ориентация от хомосексуална на хетеросексуална чрез психологически или духовни интервенции) към религиозната програма „Любовта в действие“, като той трябва да избира между себе си и отхвърляне от страна на семейството. Книгата е номинирана за наградата „Ламдба“, става бестселър и го прави известен. През 2018 г. тя е екранизиран във филма „Изтрито момче“ с участието на Лукас Хеджис, Никол Кидман, Трой Сиван, Майкъл Балзари, Ръсел Кроу и др.
След успеха на книгата той продължава да пише и е активист за правата на ЛГБТ общността, четейки лекции с страната и по света. Служи като инструктор по мемоари и в борда на Mattachine Society във Вашингтон, окръг Колумбия, в периода 2017 – 2018 г. Там е продуцент и създател на подкаста UnErased, който изследва историята на репаративната терапия в Америка чрез интервюта, исторически документи и архивни материали. Работи и като асистент по творческо писане в държавния университет в Кенесоу. Член е на ПЕН клуба на САЩ.
Гарард Конли живее със съпруга си в Бруклин, Ню Йорк.

## Произведения
- Boy Erased: A Memoir of Identity, Faith, and Family (2016)[1][2]
Заличено момче, изд.: ИК „Колибри“, София (2019), прев. Надежда Розова

### Екранизации
- 2018 Boy Erased